# Hans Renhäll

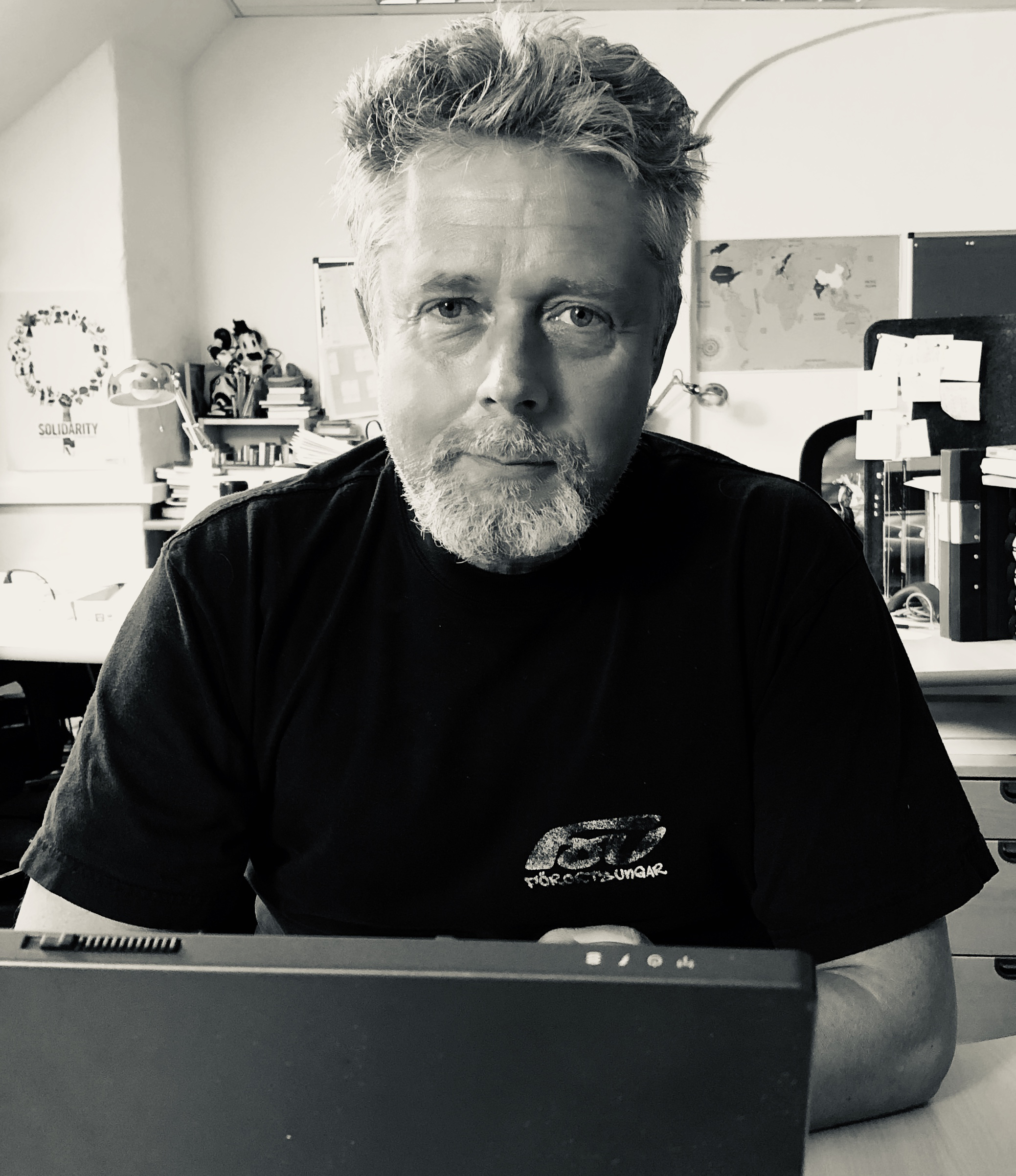
Hans Renhäll.

Hans Arne Renhäll, född 3 februari 1964 i Borås, är en svensk manusförfattare. Han är en Film TV och Mediaproduktionslärare på Ljud & Bildskolan i Lund. 

## Filmmanus i urval
- 1992 – Så är det bara
- 1995 – Ögonblick
- 1997 – Tic Tac
- 1999 – Straydogs
- 2000 – 10:10
- 2001 – Om inte
- 2006 – Förortsungar